# BlackBerry (film)
BlackBerry är en kanadensisk biografisk dramakomedifilm från 2023 som berättar historien om mobiltelefonmärket BlackBerrys uppgång och fall. Filmen är regisserad av Matt Johnson som även skrivit manus tillsammans med Matthew Miller. Filmen är baserad på Jacquie McNishs och Sean Silcoffs bok Losing the Signal: The Untold Story Behind the Extraordinary Rise and Spectacular Fall of BlackBerry.
Filmen hade biopremiär den 16 juni 2023, utgiven av NonStop Entertainment.

## Handling
Serien kretsar kring de två entreprenörerna Mike Lazaridis (innovatör) och Jim Balsillie (affärsman/säljare) och deras resa med att ta BlackBerry från ingenstans till att bli en storsäljare, och sedan hur märket blev akterseglat när andra smartphones gjorde sitt inträde på marknaden.

## Rollista (i urval)
Källa: 
- Jay Baruchel – Mike Lazaridis
- Glenn Howerton – Jim Balsillie
- Cary Elwes – Carl Yankowski
- Saul Rubinek – John Woodman
- Michael Ironside – Charles Purdy
- Rich Sommer – Paul Stannos
- SungWon Cho – Ritchie Cheung
- Michelle Giroux – Dara Frankel
- Matt Johnson – Douglas Fregin